# Tosarbo

Tosarbo är en by i Hudiksvalls kommun, Gävleborgs län, nära Tosaråns mynning i sjön Lill-Nien. Tosarbo (uttalas ofta "Tossarbo") är en äldre ort och var fram till mitten av 1900-talet en jordbruksort. Numera finns bara två gårdar kvar och båda dessa är endast bebodda på sommaren. 
Tosarbo ligger på den norra sidan av Lill-Nien, som är direkt förbunden med Stor-Nien, vid vilken den närmsta större byn, Nianfors, ligger. Kring Lill-Nien finns idag ett par sommarstugeområden och några jordbruksfastigheter.
De två gårdar som idag finns kvar tros vara från början eller mitten av 1800-talet. Det finns dock tydliga rester i form av äldre husgrunder i området kring dessa gårdar.